# Jazz Picnic in 猪名川
「Jazz Picnic in 猪名川」（ジャズ・ピクニック・イン・いながわ）は、1989年に前身の「SOUND PICNIC in 猪名川」（サウンド・ピクニック・イン・いながわ）として開始された、日本の屋外型ジャズフェスティバルである。
同公演は、池田市とその任意団体である池田市民文化振興会（のちに法人化されいけだ市民文化振興財団）、関西ジャズ協会が共催、テレビ大阪、FM COCOLO（FM802）などの後援で、1989年に第1回の「SOUND PICNIC in 猪名川」と題し、猪名川の河川敷にある猪名川運動公園に特設会場を設け、ジョージ・ベンソンや日野皓正をはじめとした世界的なジャズミュージシャンをゲストに迎えての公演を行ったのがそもそものきっかけである。
当初は、池田市制50周年を記念した1回限りのコンサートにする予定だったが、このコンサートが大好評であったため、地元の青年会議所の要望もあり、1993年からは、J-POPやレゲエなどを交えた、ロック・フェスティバルの要素を絡ませて行われたのち、2003年から、フェスの原点であるジャズフェスティバルに再び特化した内容に戻しており、同市の池田市民文化会館・アゼリアホールを活動の拠点とする、日本のジャズのビッグバンド「足立衛とアゼリアジャズオーケストラ」をはじめ、国内外を代表するジャズミュージシャンが多数客演（上記以外では、大塚善章、カシオペアなど）し、毎年8月上旬に盛大なるセッションが展開されている。また前座には関西ジャズ協会や大阪大学のジャズ演奏同好会など地元のジャズ愛好家有志による演奏も披露されている。
ロックフェス時代にはジャネット・ケイ、アスワド、ビッグ・マウンテン、ジッタリンジン、三木道三、EMBRYAらが客演している。